# チャンネル北野
チャンネル北野（チャンネルきたの）は、2000年から2010年まで、フジテレビ721 → フジテレビTWOで放送されていたバラエティ番組。
元々はスカイパーフェクTV!（後のスカパー!プレミアムサービス（標準画質））で放送されていた専門チャンネル「北野チャンネル」があり、その受け皿としてフジテレビ721で放送。2005年以降は『チャンネル北野eX』（チャンネルきたのエクストラ）、2009年以降は『チャンネル北野NEO』（チャンネルきたのネオ）とタイトルの変遷を重ねつつ放送された。
ビートたけし、ガダルカナル・タカ、浅草キッドなどのレギュラーコーナーと、単発企画（『eX』時代は「マニアックタイム」）で構成されていた。またスタジオでの番組収録は『北野ファンクラブ』同様、渋谷ビデオスタジオで行われていた。
本項では「北野チャンネル」も併せて記述する。

## 北野チャンネル
スカイパーフェクTV!・Ch.727にて、1998年9月1日より2000年3月31日まで放送されていた。委託放送事業者はスカイエンターテイメント（現：ジェイ・スポーツ）。
レギュラー番組
- ビートたけしの世紀末毒談（週刊ポストとの連動企画）※特別企画で石原慎太郎との対談も行われた。
- 毒占北野ワイドニュース（浅草キッド司会）
- 毒スポ（ガダルカナル・タカが屋台の主人に扮して、ゲストを迎えトークを繰り広げる）
- 毒カルチョ（テリー伊藤、当番組構成作家関秀章出演）
- 北野ファンクラブ＆ビートたけしのつくり方名場面集など

## チャンネル北野
『北野チャンネル』の閉局により、2000年4月8日から2005年3月27日までフジテレビ721の2時間番組として放送されていた。放送時間は放送開始時には土曜22:00-24:00、放送終了時は土曜25:00-27:00。「ビートたけしの世紀末毒談」→「ビートたけしの21世紀毒談」以外のコーナーは月2回放送（本放送2回→再放送2回）だった。また当番組とは別に地上波フジテレビで『たけしの斎藤寝具店』、『北野タレント名鑑』、『たけしのコマ大数学科』(途中まで) が「チャンネル北野」枠として放送された。
レギュラーコーナー
- ビートたけしの世紀末毒談 → ビートたけしの21世紀毒談
- 吐いてけ!辛口屋台（北野チャンネル時代の「毒スポ」から改題）
- 浅草スポーツ → 浅草出版（浅草キッド司会）

## チャンネル北野eX
『チャンネル北野』の後番組として、2005年4月16日から2009年3月までフジテレビ721にて放送。放送時間は木曜22:00 - 23:00。
コーナー
- ビートたけしの21世紀毒談（毎回約10分放送）
- 月刊浅草出版（月に1度放送）
- タカベガス（ガダルカナル・タカ司会）
- マニアックタイム（当番組放送作家酒井健作などが出演）

ほか

## チャンネル北野NEO
『チャンネル北野eX』の後番組として2009年4月より放送開始。フジテレビNEXTにて原則月1回放送。2010年1月まで計6回放送された。
また『eX』までは番組中のレギュラーコーナーだった「ビートたけしの21世紀毒談」はチャンネル北野シリーズ枠を離れ、別番組としてフジテレビONE・TWOで1年間放送された。

## 主なスタッフ
- ブレーン：関秀章、倉本美津留
- 構成：酒井健作（途中からブレーン）、小泉せつ子（特別編）、竹内きよのり（特別編）、石川賢（毒スポ）、つかはら（毒スポ）、島津秀泰（途中から）、篠村俊夫（途中から）、斉藤タカシ（特別編） ほか
- 技術：渋谷ビデオスタジオ（ビデオスタッフ・島方春樹、宮田伸ほか）、東通（谷下辰郎ほか）、Zeta（江沢崇、後田良）、ワークビジョン（黒崎修一、佐藤直樹ほか）、LOOP （下妻邦康、橋本弘行、加藤誠、橋口和利、葛生美紀）、ファーストハンド 等
- 編集：TDKコア（佐々木達哉ほか）、ザ・チューブ（綿引裕美）、ヌーベルバーグ（石井謙作、小田健二、渡辺健也ほか）、アートプラザ（羽鳥秀司、石井謙作）、アットマーク → PIPEDOG（島田一浩、八木幹治、高城明宏）、ヴィジュアルベイ（井戸清ほか）、RVC（関井昭男ほか）等
- 音効：高島慎太郎（メディアハウス）、有馬克己（スカイウォーカー・世紀末毒談の初期のみ）
- 美術：本田邦宏、菊地正人、今井隆之ほか（フジアール）、丸山覚、清水久ほか（アックス）
- 協力：小学館「週刊ポスト」井上雅義　ほか
- スタッフ協力：MEN’S、LOCOMOTION、オールアウト、スペードワン、ゾディアック ほか
- ＡＰ：三嶋尚子、今井真木子
- 「世紀末毒談」→「21世紀毒談」演出：つきざわけんじ・今泉暢子（演出協力：MEN’S）※MEN’Sのスタッフは「北野武全仕事」等も担当
- その他コーナー 演出：保田正明、次廣靖、柴田裕正、宮野敏一、双津大地郎、吉川昌秀 ほか
- プロデューサー：伊従淳一・小橋一仁（オフィス北野）、井澤達也・座間隆司（EAST RIGHTS → avex&EAST 現在EAST）ほか
- チーフプロデューサー (初期のみ)：森昌行（オフィス北野）、梅本満
- 企画制作：オフィス北野
- 制作：フジテレビ（チャンネル北野以降から）、COMPASS（北野チャンネル時代は制作著作）